# Illes Manu'a
.

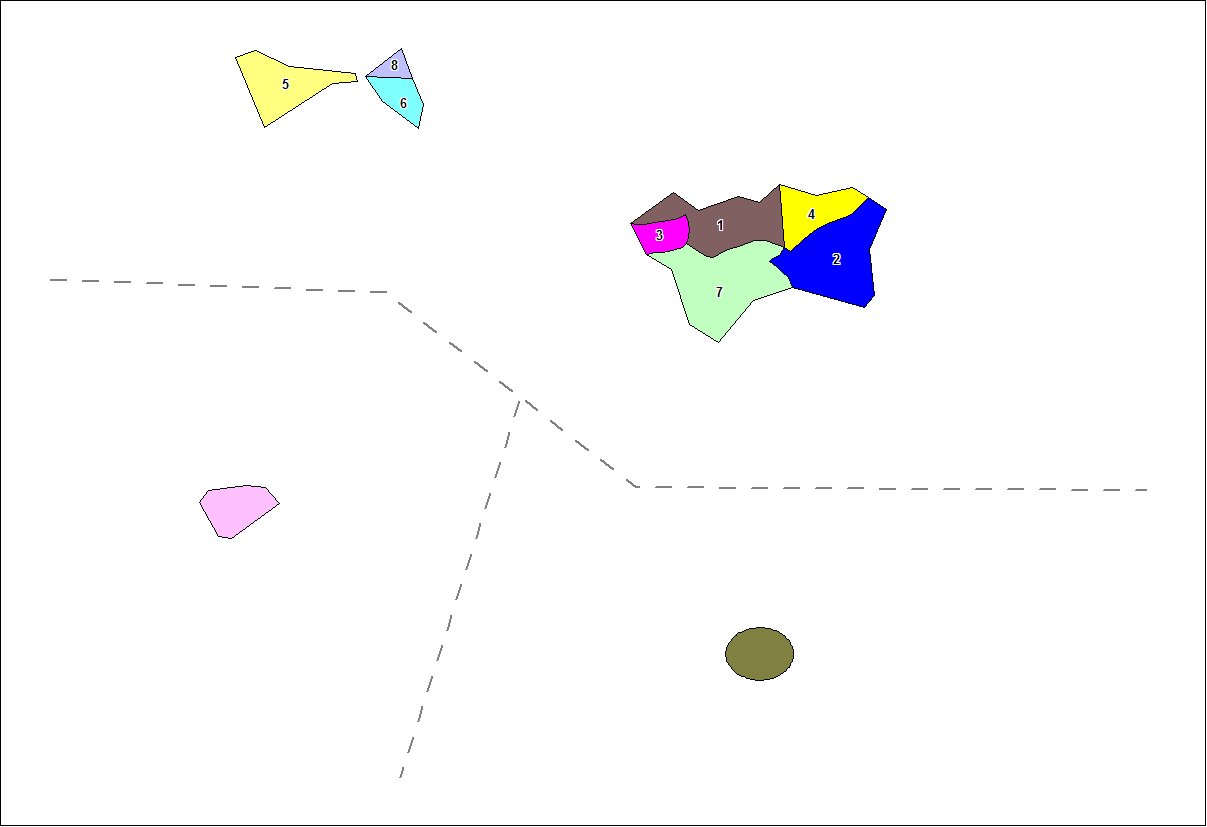
Illes Manu'a, d'oest a est: Ofu, Olosega i Ta'u. Al sud s'inclouen els atols Rose i Swains

Les illes Manuʻa (en samoà: Manuʻa tele) és un arxipèlag de tres illes: Ta'u, Ofu i Olosega. Formen un dels tres districtes de la Samoa Nord-americana, situades a 110 km a l'est de Tutuila.

## Geografia
Les tres illes són d'origen volcànic. Ta'u és l'illa més gran amb 44,3 km². Les illes Ofu (7,2 km²) i Olosega (5,1 km²) estan unides per un escull de corall poc profund i, des del 1970, per un pont. A ponent d'Ofu es troba l'illot Nu'utele. La població total al cens del 2000 era de 1.378 habitants amb la següent distribució per illes: 873 a Ta'u, 289 a Ofu i 216 a Olosega.
La capital tradicional és la vila de Ta'ū. La meitat de l'illa Ta'u forma part del Parc Nacional de la Samoa Nod-americana. La terra és de propietat comunal de les famílies de Manu'a i per llei no es poden vendre. Les terres del parc nacional que estan llogades al servei de Parcs Nacionals dels Estats Units.

## Història
Les illes Manu'a van ser descobertes, el 14 de juny del 1721, pel neerlandès Jacob Roggeveen que les va anomenar illes Bouman.
Segons les tradicions orals, l'origen de la cultura samoana i de les genealogies de la Polinèsia oriental es troba a Manu'a. El cap tradicional de les illes s'anomenava Tui Manu'a. L'últim va ser Tui Manu'a Elisala, que va morir el 2 de juliol del 1909. El 14 de juliol del 1904 va signar l'acta de cessió de les illes Manu'a als Estats Units, a conseqüència del tractat de Berlín del 1899 on Alemanya i els Estats Units es van repartir les illes Samoa.
Per voluntat de Tui Manu'a Elisala, el títol no es va cedir al seu successor. Tècnicament, el títol i les possessions del Tui Manu'a avui segueixen sota custòdia del clan Anoalo, però no existeix un titular.
La influència cultural forana és menys acusada a les illes Manu'a que a la més gran i poblada Tutuila. Es conserva la llengua samoana en una forma més arcaica. El 1925 va ser el lloc on l'antropòloga Margaret Mead va fer el seu controvertit treball de camp sobre l'adolescència.